# Escoles Sant Lluís
L'escola Sant Lluís Gonçaga és un centre d'educació infantil, primària i secundària ubicada a un edifici de la Ronda del Carril del municipi de la Garriga (Vallès Oriental) inclòs en l'Inventari del Patrimoni Arquitectònic de Catalunya.

## Descripció
Edifici civil, aïllat, destinat a escoles. Consta de planta soterrani i planta baixa. La planta és rectangular i la composició simètrica. El cos central el forma un atri de quatre columnes acanalades que reposen damunt un estilobat de pedra. Coberta de faldons amb teula plana.
Al fris de l'entaulament hi ha la inscripció: "Initum Sapientiae Timor Domini".